# Ernst Friedrich Schmidt
Ernst Friedrich Reinhold Schmidt (ur. 4 sierpnia 1912 w Weißenfels, zm. 25 marca 1948) – zbrodniarz hitlerowski, jeden z funkcjonariuszy SS, którzy pełnili służbę w niemieckich obozach koncentracyjnych.
Służbę obozową rozpoczął w 1933 w Lichtenburgu, gdzie pozostał do 1934. Następnie od 1938 do 23 lutego 1945 pełnił służbę w obozach Buchenwald i Dachau. Schmidt nieustannie znęcał się nad więźniami, nieraz ze skutkiem śmiertelnym. Oprócz tego, podczas służby wartowniczej, rozstrzeliwał więźniów, którzy podchodzili zbyt blisko obozowego ogrodzenia.
30 czerwca 1947 wschodnioniemiecki sąd w Lipsku skazał Schmidta na karę śmierci za zbrodnie popełnione w obozach koncentracyjnych. Wyrok wykonano w więzieniu w Dreźnie.